# Lucjan Siemieński
Lucyan Hippolit Siemieński (* 13. August 1807 in Kamienna Góra in Galizien; † 27. November 1877 in Krakau) war ein polnischer Schriftsteller.

## Leben
Siemieński studierte seit 1828 im Collegium Richelieu zu Odessa orientalische Sprachen und beteiligte sich an dem Freiheitskrieg von 1831. Bis 1846 hielt er sich teils in Frankreich, teils im Posenschen auf und ließ sich in dem genannten Jahr dauernd in Krakau nieder, wo er die Zeitung Czas (Die Zeit) gründete, Mitglied der Akademie der Wissenschaften wurde und eine mehr ins Breite als ins Tiefe gehende literarische Tätigkeit entwickelte.
Als Dichter machte er sich zuerst bekannt durch eine vortreffliche Übersetzung der tschechischen Königinhofer Handschrift (Krakau 1836). Unter seinen eigenen Dichtungen (zuerst Krakau 1844, dann öfter gedruckt) verdient die Romanze Trąby w Dnieprze Erwähnung; in seinen Legendy polskie, ruskie i litewskie (Posen 1845) schlägt er den Ton des Volksliedes mit großem Geschick an. Ihm verdankt auch die polnische Literatur gelungene Übersetzungen der Horazischen Oden (Krakau 1869) und der Odyssee (Krakau 1873). Das historische Gebiet betrat er mit der kurzen Geschichte Polens: Wieczory pod lipą (Abende unter der Linde, Posen 1845), welche seinerzeit zu den populärsten Büchern in Polen gehörte. Unter seinen Romanen verdient Erwähnung: Muzamerit (Posen 1843). Zahllos sind seine zerstreuten literarhistorischen und kritischen Abhandlungen; sie erschienen zum Teil gesammelt unter dem Titel: Portrety literackie (Posen 1865–75, 5 Bände).

## In deutscher Übersetzung erschienen
- Erzählungen. Aus dem Polnischen übertragen von Philipp Löbenstein. Leipzig: Reclam, 1877. 208 Seiten. (Universal-Bibliothek 918/919.)
- Mimosa. Eine sentimentale Erzählung. Aus dem Polnischen übersetzt von F. von Kleinschmidt. Meran 1914. 24 Seiten.